# Beauchery-Saint-Martin
Beauchery-Saint-Martin – miejscowość i gmina we Francji, w regionie Île-de-France, w departamencie Sekwana i Marna.
Według danych na rok 1990 gminę zamieszkiwało 355 osób, a gęstość zaludnienia wynosiła 13 osób/km² (wśród 1287 gmin regionu Île-de-France Beauchery-Saint-Martin plasuje się na 891. miejscu pod względem liczby ludności, natomiast pod względem powierzchni na miejscu 29.).